# Nowyj Byt (stacja kolejowa)
Nowyj Byt (ros. Новый Быт) – stacja kolejowa w miejscowości Nowyj Byt, w rejonie kirowskim, w obwodzie leningradzkim, w Rosji. Położona jest na linii Petersburg - Mga - Wołchow.